# Municipio de San Lorenzo (kommun i Guatemala, Departamento de Suchitepéquez)
Municipio de San Lorenzo är en kommun i Guatemala.   Den ligger i departementet Departamento de Suchitepéquez, i den sydvästra delen av landet, 110 km väster om huvudstaden Guatemala City.
Följande samhällen finns i Municipio de San Lorenzo:
- San Lorenzo